# Ratownik wodny

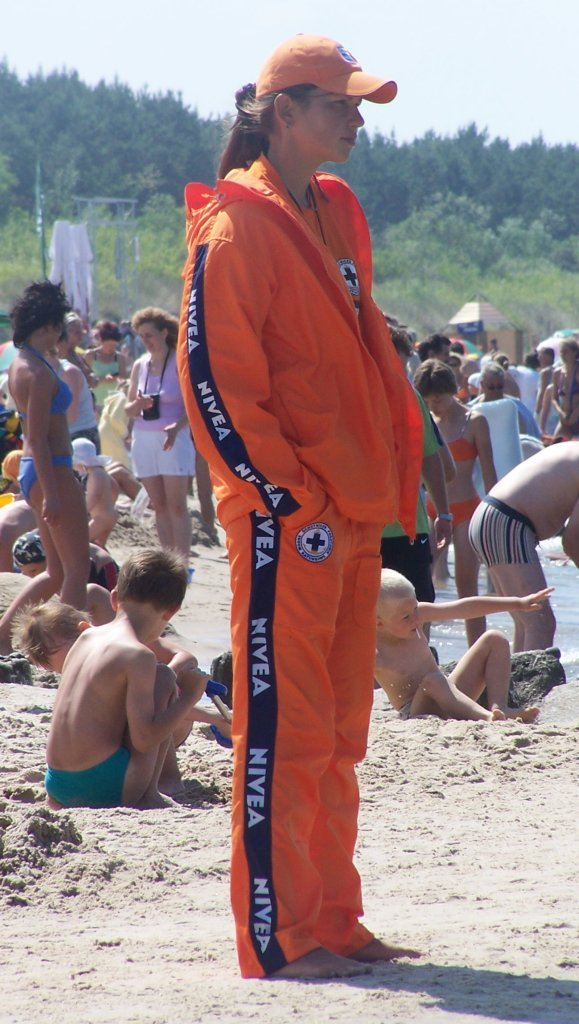
Ratownik wodny na plaży w Dziwnówku, 2006

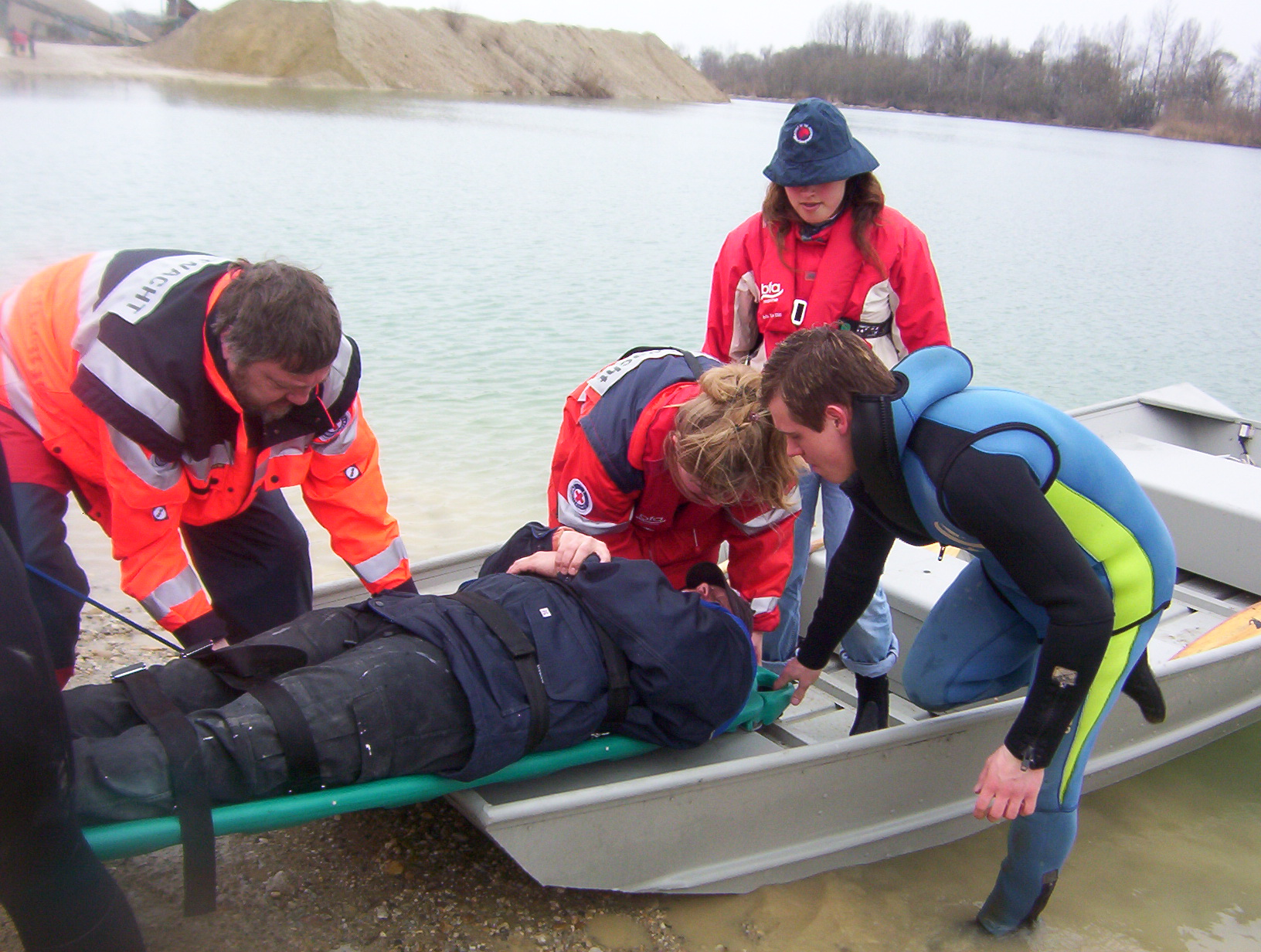
Kurs ratowników wodnych w DLRG (Niemcy)

Ratownik wodny – osoba uprawniona do prowadzenia ratownictwa wodnego, polegającego w szczególności na organizowaniu i udzielaniu pomocy osobom, które uległy wypadkowi lub są narażone na niebezpieczeństwo utraty życia lub zdrowia na obszarach wodnych.
Tytuł ratownika wodnego został wprowadzony Ustawą o bezpieczeństwie osób przebywających na obszarach wodnych od 1 stycznia 2012, zastępując wszystkie istniejące uprawnienia z zakresu ratownictwa wodnego.

## Historia
Przed 2012 rokiem do nadawania stopni w ratownictwie oraz określania uprawnień do prowadzenia działań ratowniczych były uprawnione specjalistyczne organizacje ratownicze. W przypadku ratownictwa wodnego katalog stopni i  uprawnień w ratownictwie wodnym został ustalony w 2009 przez prezydium Zarządu Głównego WOPR, wymieniając aż 6 stopni ratowniczych:
- młodszy ratownik WOPR
- ratownik WOPR
- ratownik wodny pływalni
- ratownik wodny śródlądowy
- ratownik wodny morski
- starszy ratownik wodny.

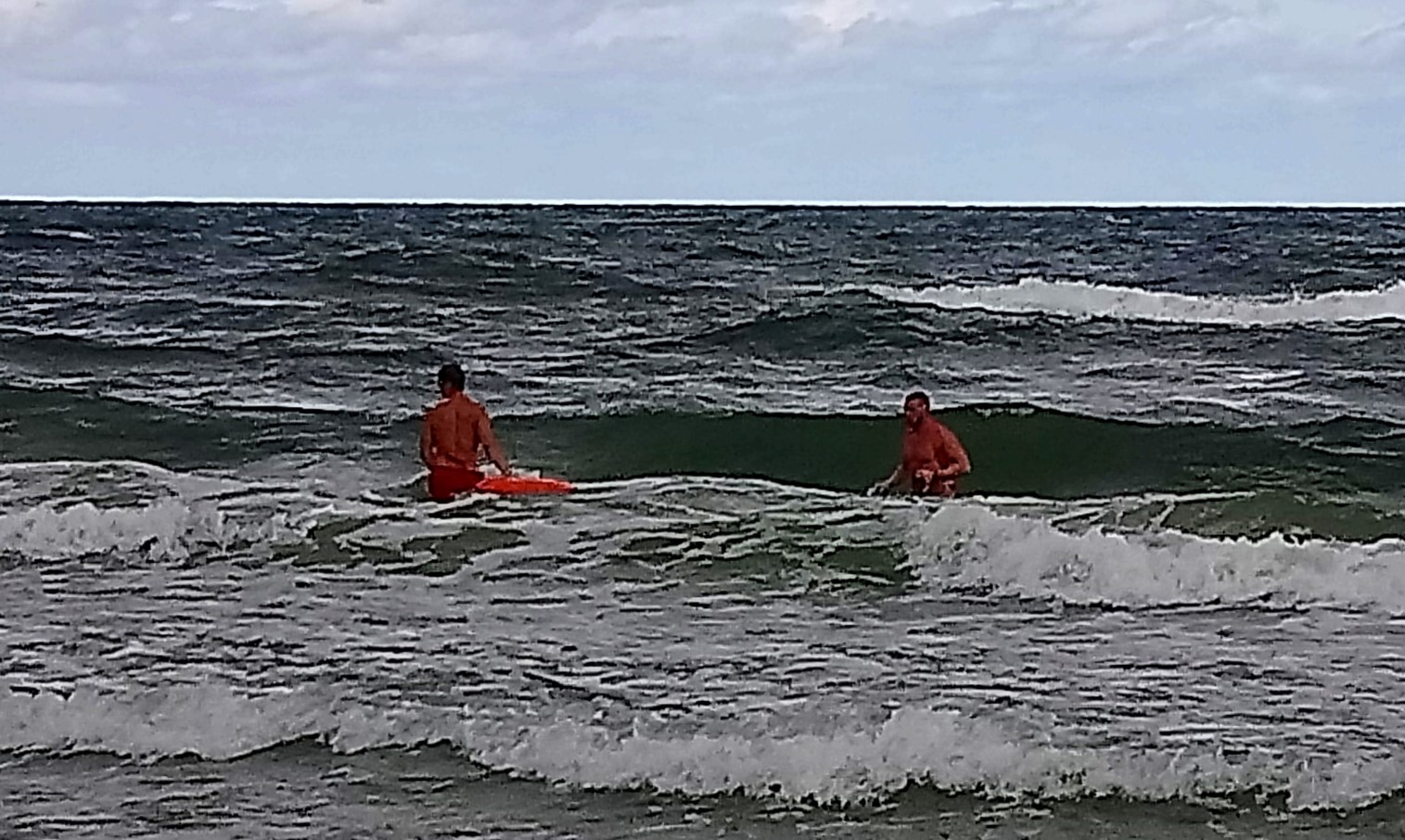
Ustka (sierpień 2018). Sprawdzanie akwenu przed rozpoczęciem pracy ratowników wodnych.

Powyższe stopnie zachowały ważność w ratownictwie wodnym, jeśli zostały nadane bądź też ich uzyskiwanie zostało rozpoczęte przed 1 stycznia 2012. Od 3 lipca 2012 obowiązują przepisy rozporządzenia Ministra Spraw Wewnętrznych z dnia 21 czerwca 2012 r. w sprawie szkoleń w ratownictwie wodnym. Przewidują one jedno minimum 63-godzinne szkolenie ratownika wodnego.

## Warunki i wymagania dla kandydatów ratownika wodnego
Aby zostać ratownikiem wodnym, osoba musi spełnić łącznie następujące warunki:
- Posiadać wiedzę i umiejętności z zakresu ratownictwa wodnego i technik pływackich;
- Posiadać inne kwalifikacje przydatne w ratownictwie wodnym (patenty, kursy instruktorskie itp.);
- Spełniać wymagania określone w art. 13 ust. 1 ustawy z dnia 8 września 2006 r. o Państwowym Ratownictwie Medycznym, tj. osoba musi:

1. posiadać pełną zdolność do czynności prawnych (stąd wynika konieczność ukończenia 18. roku życia, wyjątkowo 16. roku dla kobiet)
2. być zatrudnioną lub pełnić służbę w jednostkach współpracujących z systemem – Państwowe Ratownictwo Medyczne, lub jest członkiem tych jednostek
3. posiadać ważne zaświadczenie o ukończeniu kursu kwalifikowanej pierwszej pomocy i uzyskaniu tytułu ratownika,

- Być zatrudnionym lub pełnić służbę w podmiocie uprawnionym do wykonywania ratownictwa wodnego lub jest członkiem tego podmiotu.

## Szkolenie i egzamin

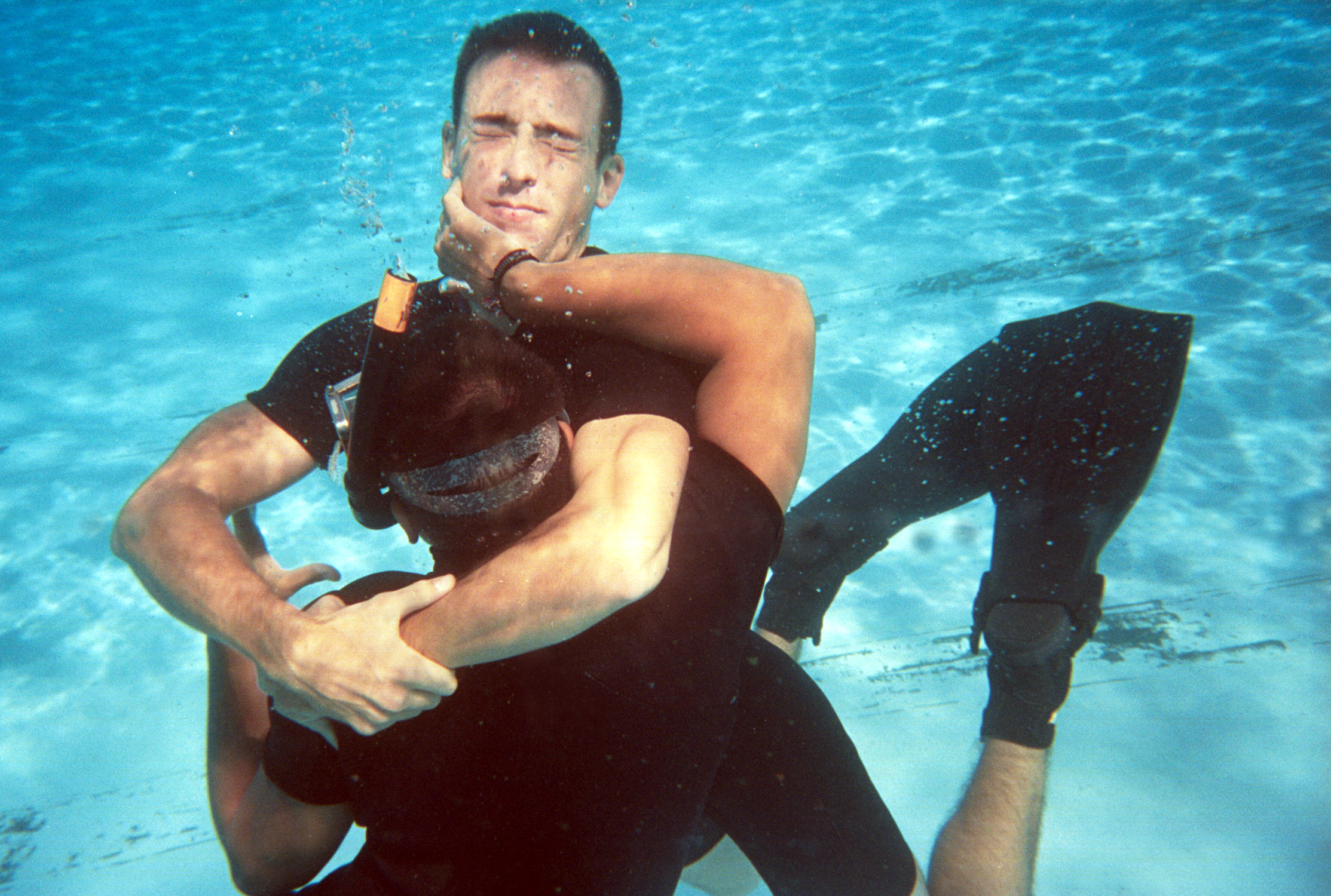
kontrchwyty, czyli uwalnianie się ratownika z chwytu tonącego

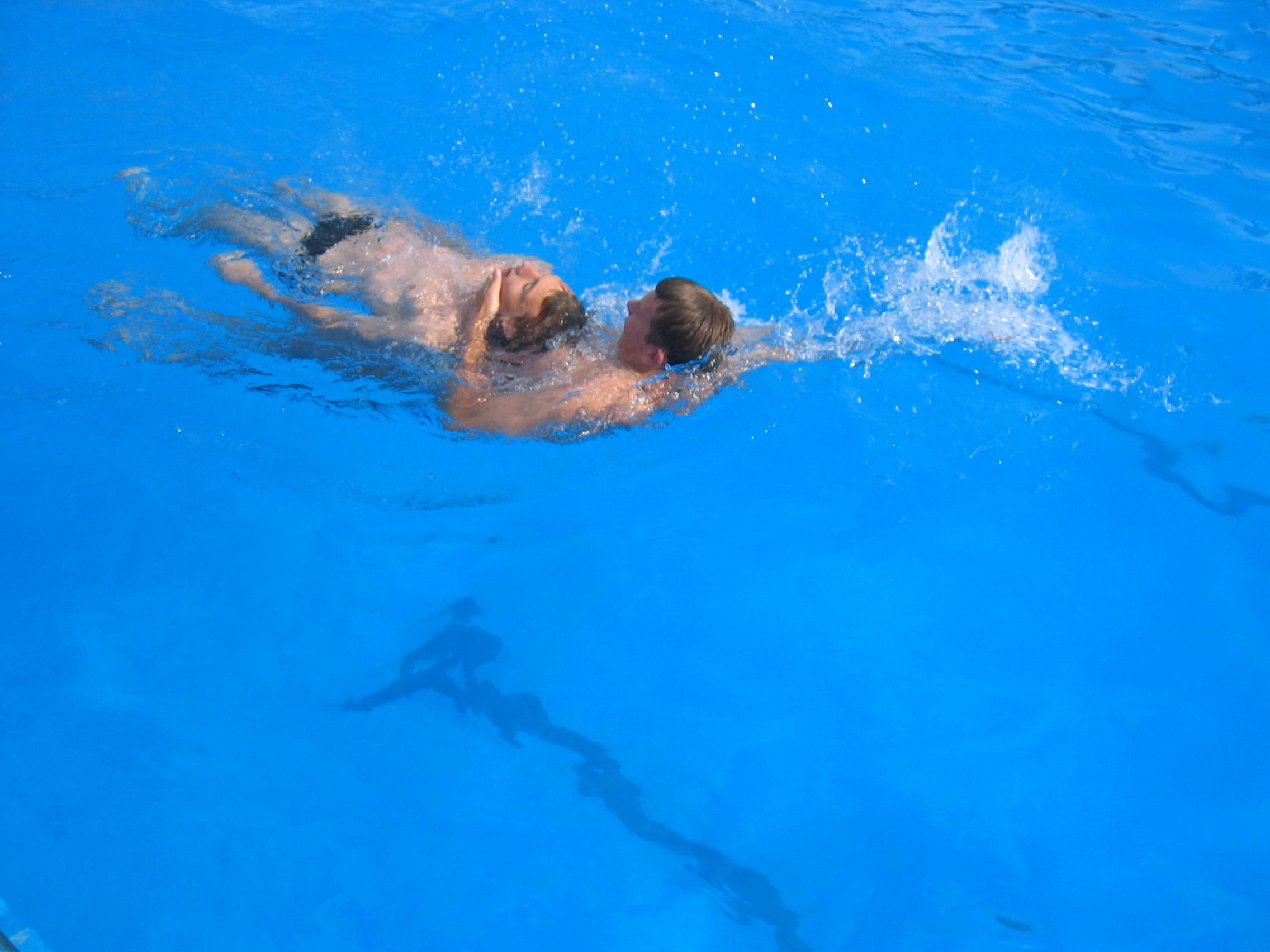
Ćwiczenie techniki holowania osoby

Szkolenie oraz egzamin na stopień ratownika wodnego mogą przeprowadzać podmioty uprawnione do wykonywania zadań ratownictwa wodnego. 63-godzinne szkolenie kończy się egzaminem teoretycznym i praktycznym, zawierającym następujące elementy:
- Egzamin teoretyczny jest przeprowadzany w formie testu ujętego w kartę testową, składającego się z zestawu 30 zadań testowych, zawierających po trzy propozycje odpowiedzi, z których tylko jedna jest prawidłowa;
- Egzamin praktyczny, który obejmuje wykonanie przez osobę zdającą siedmiu zadań polegających na:

1. przepłynięciu sposobem dowolnym po skoku startowym 400 m w czasie nie dłuższym niż 8 min;
2. przepłynięciu dystansu 25 m pod lustrem wody z wydobyciem dwóch przedmiotów leżących w odległości od 2 m do 2,5 m po obu stronach linii płynięcia;
3. przepłynięciu sposobem ratowniczym (z głową nad powierzchnią wody) dystansu 50 m w czasie poniżej 55 s;
4. przepłynięciu w czasie nie dłuższym niż 2 min 40 s ratowniczą łodzią wiosłową lub kajakiem za pomocą dwóch wioseł dystansu 75 m w linii prostej do boi (pławy), na dopłynięciu do niej rufą i na powrocie do miejsca startu za pomocą jednego wiosła;
5. przeprowadzeniu symulowanej akcji ratowniczej, polegającej na przepłynięciu dystansu co najmniej 20 m, wydobyciu manekina położonego na dnie i na holowaniu go w pasie ratowniczym do brzegu na dystansie 20 m;
6. holowaniu tonącego bez przerwy i na zatrzymaniu na dystansie 150 m, z zastosowaniem trzech sposobów holowania – każdy na dystansie 50 m;
7. wyciągnięciu na brzeg o wysokości co najmniej 30 cm od lustra wody lub na pokład łodzi osoby poszkodowanej i na ułożeniu jej w pozycji umożliwiającej udzielanie kwalifikowanej pierwszej pomocy.

## Zadania ratownika wodnego

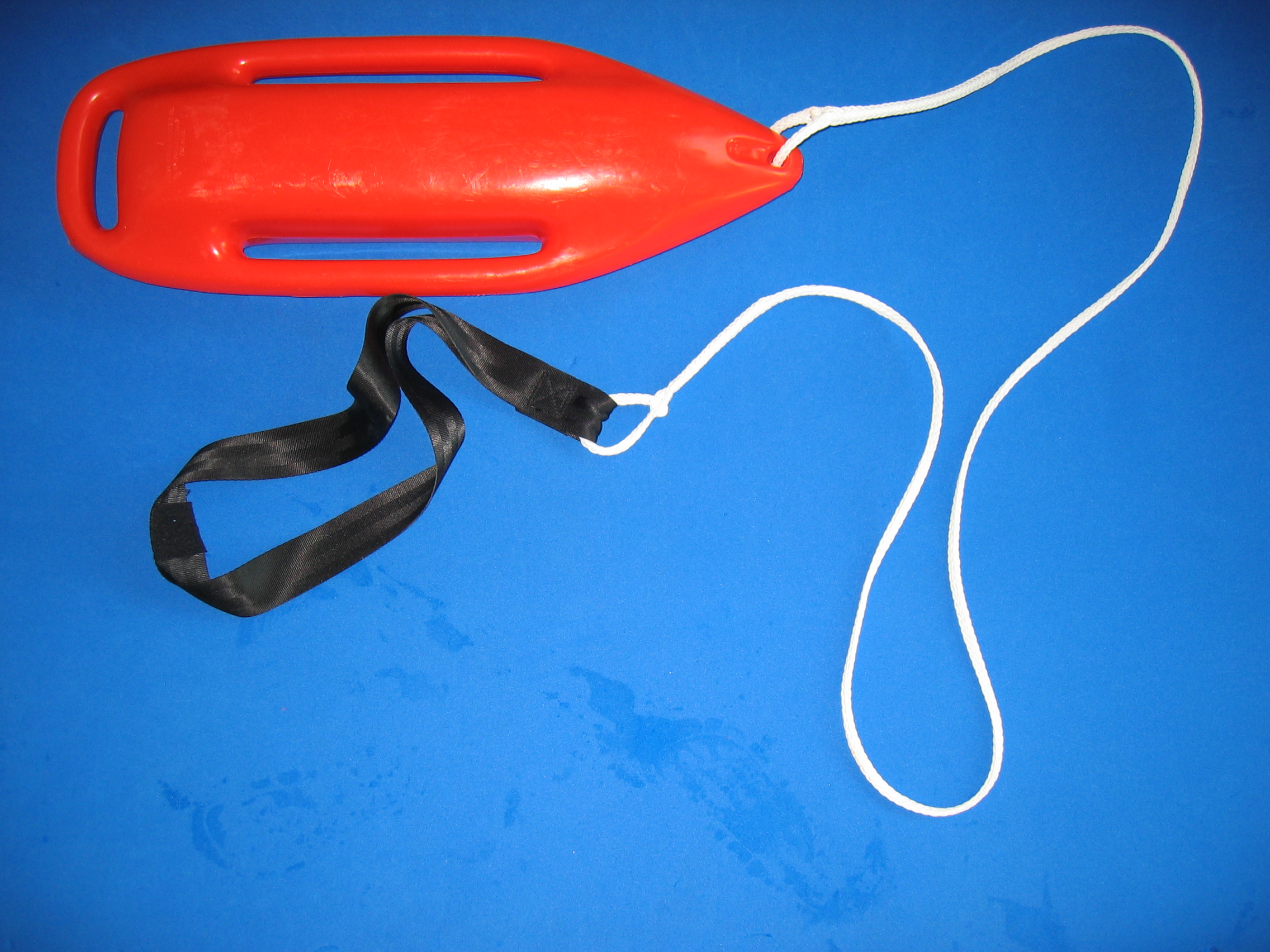
Boja ratownicza SP, popularna „pamelka”

Ratownik wodny w ramach ratownictwa wodnego podejmuje działania ratownicze, polegające w szczególności na:
1. przyjęciu zgłoszenia o wypadku lub zagrożeniu;
2. dotarciu na miejsce wypadku z odpowiednim sprzętem ratunkowym;
3. udzielaniu kwalifikowanej pierwszej pomocy;
4. zabezpieczeniu miejsca wypadku lub zagrożenia;
5. ewakuacji osób z miejsca stanowiącego zagrożenie dla życia lub zdrowia;
6. transporcie osób, które uległy wypadkowi lub są narażone na niebezpieczeństwo utraty życia lub zdrowia na obszarze wodnym do miejsca, gdzie jest możliwe podjęcie medycznych czynności ratunkowych przez jednostki systemu Państwowego Ratownictwa Medycznego, o których mowa w art. 32 ust. 1 ustawy z dnia 8 września 2006 r. o Państwowym Ratownictwie Medycznym, po uprzednim uzgodnieniu miejsca przekazania z dysponentem jednostki systemu Państwowego Ratownictwa Medycznego;
7. poszukiwaniu osób zaginionych na obszarze wodnym.

## Wymagana liczba ratowników wodnych
Minimalne wymagania dotyczące liczby ratowników wodnych zapewniających stałą kontrolę wyznaczonego obszaru wodnego określa Rozporządzenie Ministra Spraw Wewnętrznych z dnia 23 stycznia 2012 roku w sprawie minimalnych wymagań dotyczących liczby ratowników zapewniających stałą kontrolę wyznaczonego obszaru wodnego.
Rozporządzenie w § 2 ustala następujące normy dotyczące liczby ratowników wodnych, na poszczególnych rodzajach obszarów wodnych:
- w przypadku kąpielisk:

1. śródlądowych na każde 100 m linii brzegowej – jeden ratownik wodny od strony lądu i jeden ratownik wodny od strony lustra wody, przebywający na łodzi lub platformie umożliwiającej obserwację i umieszczonej poza strefą dla umiejących pływać,
2. nadmorskich na każde 100 m linii brzegowej – trzyosobowe zespoły ratowników wodnych, w tym co najmniej jeden ratownik od strony lustra wody;

- w miejscach przeznaczonych do kąpieli – dwóch ratowników wodnych;
- w przypadku pływalni:

1. dysponującej nieckami basenowymi o długości do 25 m – jeden ratownik wodny,
2. dysponującej nieckami basenowymi o długości 25–50 m – dwóch ratowników wodnych,
3. dysponującej nieckami basenowymi o długości powyżej 50 m – trzech ratowników wodnych;

- w przypadku innych obiektów dysponujących nieckami basenowymi o łącznej powierzchni powyżej 100 m² i głębokości ponad 0,4 m w najgłębszym miejscu lub głębokości powyżej 1,2 m – co najmniej jeden ratownik wodny.

Sformułowanie wymagań co do liczby ratowników wzbudzało niejednokrotnie kontrowersje i niejasności, zwłaszcza w przypadku basenów o granicznych długościach 25 m. Jako że od tej długości pojawia się wymóg drugiego ratownika, a są baseny najczęściej spotykane, stosowano różne sposoby skrócenia ich długości poprzez stosowanie specjalnych nakładek na końcach basenu – wówczas gdy brakowało drugiego ratownika. Takie praktyki według opinii ministerstwa są nadużyciem.